# Leskovik (okręg pirocki)
Leskovik (cyr. Лесковик) – wieś w Serbii, w okręgu pirockim, w gminie Bela Palanka. W 2011 roku liczyła 10 mieszkańców.